# Asteroide uranosecante
Un asteroide uranosecante è un asteroide del sistema solare la cui orbita interseca quella del pianeta Urano. Gli asteroidi uranosecanti propriamente detti devono necessariamente presentare un perielio situato all'interno dell'orbita di Urano, e un afelio situato all'esterno; la lista che segue (limitata ai soli asteroidi numerati entro il numero 100.000), comprende anche quegli asteroidi che rasentano solamente l'orbita del pianeta, internamente o esternamente, pur non intersecandola mai.
La maggior parte degli asteroidi uranosecanti sono classificati come centauri.

## Prospetto

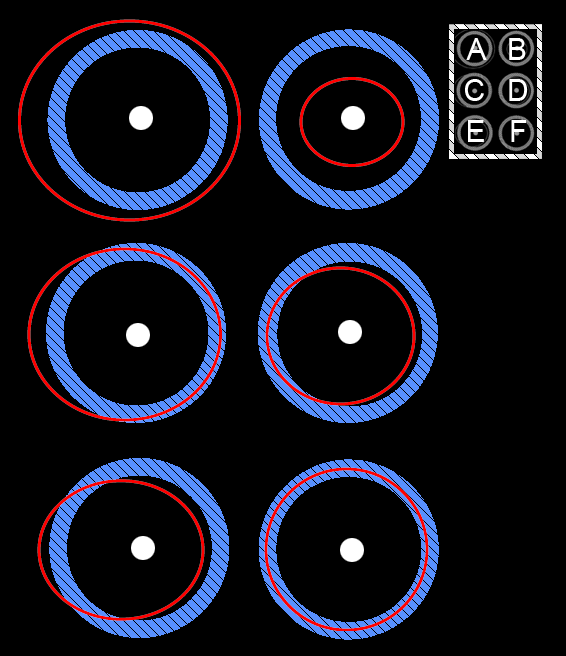
Il grafico mostra le diverse possibili configurazioni orbitali di un asteroide (orbita rossa) rispetto ad un pianeta (orbitante all'interno della fascia azzurra, delimitata da perielio e afelio).
A, B: l'orbita dell'asteroide è esterna (o interna) rispetto a quella del pianeta.
C, D: l'orbita dell'asteroide rasenta esternamente (o internamente) quella del pianeta.
E: l'orbita dell'asteroide interseca quella del pianeta.
F: asteroide e pianeta sono co-orbitali.

- 2060 Chiron  (radente internamente)
- 5145 Pholus
- 5335 Damocles
- 7066 Nessus
- 8405 Asbolus
- 10199 Chariklo  (radente internamente)
- 10370 Hylonome  (radente esternamente)
- 20461 Dioretsa
- (29981) 1999 TD10
- 42355 Typhon
- (44594) 1999 OX3
- 49036 Pelion
- 52975 Cyllarus
- 54598 Bienor  (radente internamente)
- 55576 Amycus
- (65407) 2002 RP120
- 65489 Ceto
- (73480) 2002 PN34
- 83982 Crantor
- (87555) 2000 QB243
- (88269) 2001 KF77  (radente esternamente)
- (95626) 2002 GZ32